# Kecamatan Malinau Kota
Kecamatan Malinau Kota (indonesiska: Malinau Kota) är ett distrikt i Indonesien.   Det ligger i provinsen Kalimantan Utara, i den norra delen av landet, 1 500 km nordost om huvudstaden Jakarta.